# Ouled Mimoun
Ouled Mimoun (appelée Lamoricière à l'époque de la colonisation française), est une commune de la wilaya de Tlemcen, en Algérie. L'antique cité romaine d’Altava est située sur son territoire.

## Géographie

### Situation
Le territoire de la commune d'Ouled Mimoun est situé au nord-est de la wilaya de Tlemcen. Son chef-lieu est situé à environ 21 km à vol d'oiseau à l'est de Tlemcen.
| Sidi Abdelli | Sidi Abdelli | Aïn Tallout |
| Aïn Fezza    | Ouled Mimoun | Aïn Tallout |
| Oued Lakhdar | Beni Semiel  | Aïn Tallout |

### Localités de la commune
En 1984, la commune d'Ouled Mimoun est constituée à partir des localités suivantes: Ouled Mimoun Centre, Sidi Zouaoui, Sidi Soufi, Tahmoumine et Kheneg.

## Histoire

### Antiquité
Altava serait un nom berbère romanisé. Dès le IIIe siècle, lors de la création de la nouvelle ligne de protection, la ligne la nova praetentura, plus au sud, les Sévères créèrent le long de cette ligne des camps équidistants Numerus Syrorom, Pomaria Altava etc. Le camp d'Altava était bâti sur la rive droite d'Isser, ISARIS des romains, sur un plateau traversé par Oued Khalfoun à l'Est.

### Moyen Âge
Entre le début des années 550 et 578, la cité est la capitale du royaume de Garmul.[réf. nécessaire]

### Période de la colonisation française
En 1869, lors de la colonisation, la ville est nommée Lamoricière en l'honneur du général Lamoricière et fait partie du département d'Oran. En 1958, la commune fait partie du département de Tlemcen. Après l'indépendance, elle prend le nom d'Ouled Mimoun.

## Démographie
Selon le recensement général de la population et de l'habitat de 2008, la population de la commune de Ouled Mimoun est évaluée à 26 389 habitants contre 10 766 en 1977:
| 1977   | 1987   | 1998   | 2008   |
| ------ | ------ | ------ | ------ |
| 10 766 | 18 030 | 24 368 | 26 389 |

## Administration et politique
| Période | Période | Identité    | Étiquette | Qualité |
| ------- | ------- | ----------- | --------- | ------- |
| 2012    | 2017    | Miloud Sifi | RND       | P/APC   |